# Arhitektura secesije u Rijeci
Arhitektura secesije u Rijeci pojavila se sa zakašnjenjem u odnosu na centre iz kojih je primala prve poticaje, Beča i Budimpešte, u kojima se secesijski izraz počeo formirati krajem 1890-ih. Čitavo razdoblje koje je obilježila secesijska izgradnja, vladale su za Rijeku krajnje nepovoljne političke okolnosti. Rijeka je od Hrvatsko-ugarske nagodbe 1868., pa sve do raspada Austro-Ugarske Monarhije 1918. godine bila pod izravnom upravom Mađarske. Dvanaestog rujna 1919. godine Gabrielle D'Annuzio okupirao je Rijeku, koja je sve do Rapallskog ugovora iz 1920. godine, između Italije i Kraljevstva SHS bila pod izravnom talijanskom upravom. Nakon potpisivanja Rapallskog
ugovora, Rijeka je proglašena samostalnom republikom, iako kao takva nikada nije zaživjela. Rimskim ugovorom 1924. godine Rijeka je ponovno prepuštena na upravu Italiji, a Sušak je proglašen teritorijem Kraljevine SHS. Istovremeno, čitavo je to razdoblje obilježio ubrzani gospodarski razvoj grada. Rijeka se, osobito pod mađarskom upravom, razvila „od malog lučkog grada u vrlo važan transportno - industrijski centar na periferiji Carstva, s ambicijama i težnjama ka metropolizaciji.“
Rijeka je kao najbliža točka izlaska na more, bila od strateške važnosti unutar Monarhije. Njen je potencijal maksimalno iskorišten, te je ulagan velik kapital kako bi se ona razvila u glavnu transportnu luku Monarhije. Među ostalim, otvarane su brojne tvornice koje su proizvodile za čitavo austrougarsko tržište. Istovremeno je ulagano i u projekte gradogradnje s ciljem preobrazbe gradskog središta u duhu centara Monarhije - Beča i Budimpešte. Međutim, to nije u potpunosti ostvareno o čemu svjedoči prošireno povijesno središte grada, odnosno izgradnja novih gradskih četvrti, čitavih uličnih poteza, parkova i perivoja, izvan gradskog središta. Ipak, brojni su secesijski objekti interpolirani u samo središte grada, gdje historicistička i secesijska arhitektura i danas koegzistiraju i definiraju ambijent riječkog gradskog središta. 
S druge strane, izgradnja i proširivanje industrijsko - poslovnih zona na Rječini i duž obale rezultirali su otuđivanjem grada od mora i promjenu identiteta u tom smislu. 
Utjecaji na riječku secesiju dolazili su najprije iz Beča i Budimpešte, potom i iz Italije, prvenstveno iz Trsta. Upravo je Trst poslužio kao urbanistički model za izgradnju Rijeke u tom razdoblju. Osim stranih arhitekata iz navedenih središta, brojne su realizacije u secesijskom duhu ostvarili i domaći arhitekti. Neki od istaknutijih arhitekata bili su Emilio Ambrosini, Theodor Träxler, Eugenio Celligoi, Luigi Luppis, Giuseppe (József) Farkas, Carlo Pergoli, Giovanni Rubinich i Szilard Zielinski. Oni su autori nekih od najuspješnijih ostvarenja riječke secesijske arhitekture - vile Corossacz, kuće Schitter (oboje E. Ambrosini), Teatra Fenice (T. Träxler i E. Celligoi), secesijskih višestambenih najamnih kuća u gradskoj četvrti Belveder (L. Luppis i G. Farkas), Klaonice (C. Pergoli i G. Rubinich) i hotela Emigranti (S. Zielinski).

## Urbanistički plan Paola Grassija iz 1904.
Dodatan poticaj graditeljskoj djelatnosti na prijelazu stoljeća dalo je donošenje novog urbanističkog plana za razvoj grada Rijeke. Razrada razvojne strategije grada bila je u planu još od 1873., ali je natječaj raspisan tek 1898. godine, kada je projekt naručen od Tehničkog ureda grada Rijeke. Voditeljem projekta imenovan je inženjer Paolo Grassi. Projekt je odobren od strane gradskih vlasti 1904., ali ga je Budimpešta odobrila tek 1909. godine. Grassijev projekt pratio je osnovna načela natječajnog programa „Fiume Prospera“ iz 1873., ali s određenim prilagodbama, s obzirom
na vremenski odmak od gotovo trideset godina i izmijenjenu situaciju i potrebe.
Plan je predviđao izgradnju novih rezidencijalnih gradskih četvrti, na povišenim, još neizgrađenim zonama, kako bi se stanovanje što više udaljilo od lučkog i industrijskog dijela grada i time povećala njegova kvaliteta. Zadani su temelji novih gradskih četvrti - Turnića, Belvedera, Kalvarije, Rastočina i Škurinja. Izgradnju u tim četvrtima obilježilo je podizanje višestambenih najamnih zgrada i individualnih vila, ali i radničkih kuća u nizu. Zajedničko obilježje te gradnje i ono što u velikoj mjeri i danas određuje vizuru grada Rijeke jest izgradnja na parcelama koje se kaskadno uzdižu iznad razine mora.
U centru su se uglavnom gradile reprezentativne stambeno - poslovne zgrade ili obnavljala pročelja starijih zgrada secesijskom dekoracijom. Secesijska izgradnja interpolirana je unutar već zadanog rastera stambenih blokova.
Razvojni urbanistički plan predviđao je i uređivanje i modernizaciju industrijsko - poslovnih zona uz Rječinu, obalu mora i željezničku prugu. Podignuti su brojni industrijsko - poslovni objekti: skladišta i  tvornice poput tvornice torpeda Whitehead, uljare Hungaria, Tvornice duhana, itd.
U tom periodu podignut je i velik broj javnih građevina: sudbena palača Győzőa Cziglera i Edela Dvoraka, benediktinski samostan s crkvom na Podmurvicama Theodora Träxlera i Eugenija Celligoia, ubožnica Braće Branchetta, vojarna i vojna bolnica na Podmurvicama Emila Eislera i Adolfa Erlicha, više školskih ustanova čiji su arhitekti uglavnom Luigi Luppis, Gyula Svab ili Sandor Baumgarten. 
Širenjem grada na povišene zone, javili su se određeni konstruktivni problemi i problemi u rješavanju gradske komunikacije. Zbog konfiguracije terena temelji zgrada nerijetko su ispod razine ulice, a pročelja su odmaknuta od ulice po nekoliko metara. To je riješeno izgradnjom ulaznih mostića, pa su
ulazi u zgrade nerijetko u razini drugog ili trećeg kata. To je jedna od prepoznatljivih karakteristika riječke arhitekture, koja se nastavlja primjenjivati i nakon razdoblja secesije. Probijene su i pješačke transverzale u obliku skalinada kako bi se izbjegle puno dulje rute duž serpentinastih ulica.
Upravo je visinska razlika i brdovita konfiguracija terena u najvećoj mjeri odredila današnju karakterističnu vizuru grada. Ostvarenje urbanističkog plana Paola Grassija ostavilo je Rijeci u trajno vlasništvo „izborenu bitku za pravo na osunčanje, pogled i zelene površine. Ta se bitka vodila na dvama poligonima: u središtu grada s definiranom matricom blokovske izgradnje ortogonalnog rastera i na slobodnim padinama brdovita zaleđa s panoramskim vizurama na grad i Kvarnerski zaljev.“
Regulacijski urbanistički plan Paola Grassija zacrtao je razvoj grada kroz idućih nekoliko desetljeća. U razdoblju secesije započela je izgradnja novih gradskih zona, a njihova realizacija nastavila se i kasnije. Čak se i talijanski regulacijski urbanistički plan iz 1936. godine dijelom vodio Grassijevom vizijom Rijeke.

## Primjeri riječke secesijske arhitekture
Najbolja ostvarenja riječke secesije nastala su u periodu između 1902. i 1914. godine. 
Vila Corossacz ostvarenje je riječkog arhitekta Emilia Ambrosinija iz 1902. godine, najraniji je primjer pojave secesijskog stila u Rijeci. Osim što je inaugurirala secesiju kao novi stil u riječku arhitekturu, obilježila je i početak izgradnje reprezentativne Via della Salute (današnje Laginjine ulice) iznad Guvernerove palače. Iako je vila klasičnog volumena, Ambrosini ipak donosi neke strukturalne inovacije kao što je funkcionalno postavljanje prozorskih otvora (odgovaraju unutrašnjem rasporedu prostorija) i unošenje karakterističnih secesijskih dekorativnih elemenata - vrpčastu rustiku (umjesto klasične kubične) i motiv okomite vrpce koja se u visini čitavog pročelja spušta iz kružnica u zoni potkrovnog vijenca.
Kuća Schittar je drugi Ambrosinijev rani projekt na riječkom Korzu iz 1905. godine. To je prva „u potpunosti secesijska“ zgrada u centru grada. Raniji projekti nisu bili toliko odvažni, pa su na historicističke zgrade eventualno aplicirani secesijski dekorativni elementi, koji su se uglavnom kataloški naručivali iz inozemstva. Osobito zanimljiv element kuće Schittar bilo je ostakljeno potkrovlje u kojem je bio smješten fotografski atelijer Jelussich, a koje je naknadno zazidano. 
Kuća Hering - Székely Giuseppea Farkasa iz 1910. godine jedna je od brojnih stambeno - najamnih zgrada u Laginjinoj ulici. Dovršena izgradnja puno je rafiniranija nego na projektnim nacrtima. Tokom izgradnje, dodani su među ostalim neobični geometrijski balkoni povezani okomitim metalnim šipkama u čitavoj visini zgrade. Ovo ostvarenje primjer je vrhunske gradnje u tradiciji geometrijske varijante bečke secesije. 
Kuća za Unione Cooperativa Fiumana prema projektu Luigija Luppisa podignuta je 1913. na kraju Laginjine ulice, na izuzetno zahtjevnoj trokutnoj parceli, predviđenoj za izgradnju još šest kuća stambene zadruge. Osim majstorskog savladavanja zahtjevne konfiguracije parcele, Luppis je pokazao svoju kvalitetu u izvanrednom komponiranju pročelja. Naglašeno okomito pročelje razigrano je stupnjevitom gradacijom konveksnih i konkavnih volumena, erkera u visini četiri etaže. 
Hotel Emigranti djelo je budimpeštanskog arhitekta Szilarda Zielinskog iz 1905. godine. Rijeka je na početku dvadesetog stoljeća, kada je emigracija u Ameriku bila na svom vrhuncu, bila prvo odredište emigranata iz Mađarske i Austrije. Mađarske su vlasti problem masovnog priljeva ljudi u grad pokušale riješiti osnivanjem prihvatilišta, no to se pokazalo nedostatnim. Nastojeći riješiti socijalni problem emigranata i osigurati im adekvatan smještaj, mađarsko Ministarstvo unutarnjih poslova naručilo je projekt hotela velikog kapacteta (izgrađeni hotel imao je čak 600 ležajeva) sa specifičnim sadržajima poput čekaonica, liječničkih ambulanti, soba za dezinfekciju, ureda za izdavanje putnih karata i sl. Rezultat tih praktičnih potreba je arhitektura neuobičajene tipologije. Osim osebujne tipologije, zgradu karakterizira i osebujan stilski izraz. Zielinski se u projektiranju pročelja poslužio karakterističnim dekorativnim elementima florealne i geometrijske secesije, ali upotrijebivši armirano-betonsku konstrukciju nagovijestio je, barem u konstruktivnom smislu, arhitekturu moderne. Uporaba armirano-betonske konstrukcije i karakteristična tipologija omogućili su kasniju prenamjenu objekta bez većih građevinskih zahvata. Dvadesetih godina zgrada je poslužila kao sajmeni prostor, a nakon Drugog svjetskog rata kao industrijski objekt. 
Teatro Fenice podignut je 1913./14. godine na temeljima historicističkog kazališta Ricotti - Fenice iz 1880. godine. Projekt je izradio Theodor Träxler u suradnji s riječkim graditeljem Eugenijem Celligom. Projekt je zamišljen kao kompleks kazališta, varijete, kasina s koncertnom dvoranom i stambenih sadržaja i kao takav, bio je novitet na našim prostorima. Međutim, kasino i stambena zgrada nisu realizirani zbog prekida radova početkom Prvog svjetskog rata. Najvažniji element valorizacije ovog kompleksa jest armirano-betonska konstrukcija - Teatro Fenice bila je prva kazališna zgrada u Europi u čijoj je izgradnji primijenjeno to, tada još relativno novo, tehničko rješenje. Osim toga, u kazališnoj zgradi uvedena su i neka druga, tada potpuno moderna tehnička dostignuća: prvi sustav cugova za upravljanje scenom na našim prostorima, ventilacijski sustav s ovlaživanjem zraka i aparati za umjetnu kišu iznad pozornice. Sličnog karaktera je i zgrada osječkog kina Urania izgrađena godinu dana ranije. 
Kompleks gradske klaonice predstavlja najvažniji graditeljski projekt na području Rječine na početku dvadesetog stoljeća. Rađen je prema idejnom projektu Tehničkog ureda grada Rijeke iz 1901., a konačne projekte izradio je Carlo Pergoli 1904. godine. Arhitektonski najzanimljiviji je proizvodni dio kompleksa. Paviljoni su građeni u opeci, a u nju su umentuti elementi od bijelog kamena i staklene stijene. Najavangardniji element ove arhitekture jest rješenje prozorskih otvora, odnosno osvjetljenja paviljonskih zgrada. Fiksne staklene površine, odnosno luxfer staklene prizme, ugrađene su u zid od fasadne opeke, bez naglašenih okvira, decentno podvučene bijelim kamenim profilima.

## Galerija djela
- Carlo Pergoli, kompleks klaonice, 1904.
- Emilio Ambrosini, kuća Schittar, Korzo 23, 1904.
- Emilio Ambrosini, vila Corossacz, Laginjina 1, 1902.
- Giuseppe Farkas, kuća Hering - Szekely, Laginjina 19, 1910.
- Luigi Luppis, kuća za Unione Cooperativa Fiumana, Laginjina 23, 1913.
- Szilard Zielinski, hotel Emigranti, Industrijska 7, 1905.
- T. Traxler, E. Celligoi, Teatro Fenice, Dolac 13, 1913.

## Vanjske poveznice
- Teatro Fenice[neaktivna poveznica]
- Muzej moderne i suvremene umjetnosti Rijeka  Arhivirana inačica izvorne stranice od 17. svibnja 2007. (Wayback Machine)
- Udruga za promicanje i očuvanje riječke industrijske baštine  Arhivirana inačica izvorne stranice od 24. prosinca 2013. (Wayback Machine)